# Weingartia fidaiana
Weingartia fidaiana là một loài thực vật có hoa trong họ Cactaceae. Loài này được (Backeb.) Werderm. miêu tả khoa học đầu tiên năm 1937.